# Rhoetosaurus
Genre
Espèce

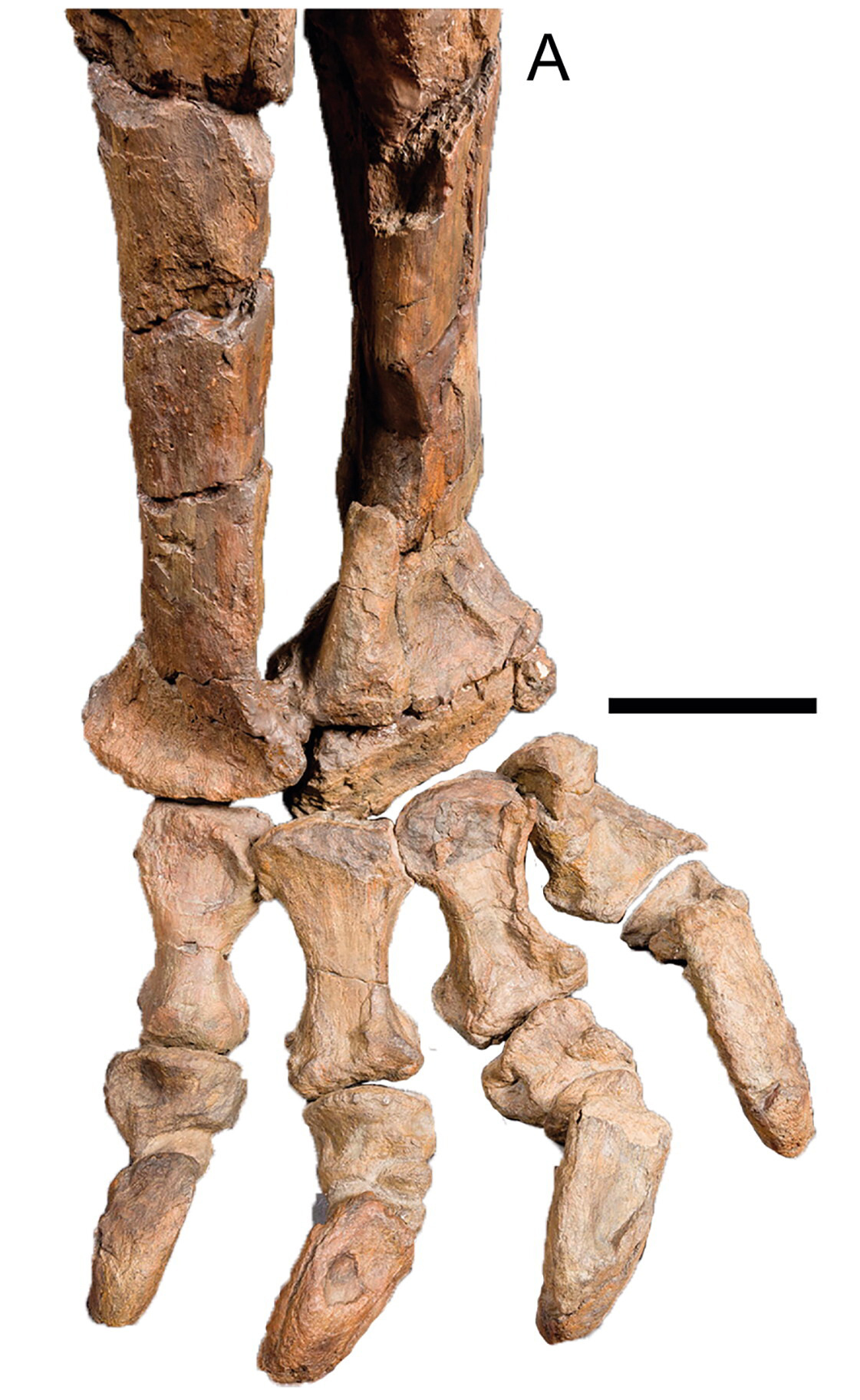
Patte de Rhoetosaurus

Rhoetosaurus (signifiant « lézard de Rhoetos (en) »), parfois déformé en Rhaetosaurus et Rheteosaurus, est un genre de dinosaures sauropodes du Jurassique retrouvé en Australie. Sa taille est estimée entre 12 mètres et 15 mètres de long. L'espèce type, Losillasaurus giganteus, a été décrite par Albert Heber Longman (en) en 1926,.
Rhoetosaurus est l'un des sauropodes d'Australie les mieux connus à ce jour.

## Découverte
En 1924, Albert Heber Longman apprend que le fossile d'un grand reptile est exposé à la Durham Downs Station (en), près de Roma (Queensland). Le gérant de la station, Arthur Browne, envoie des échantillons d'os à Longman, ce qui fait en sorte que ce dernier a donné le nom spécifique brownei à l'espèce. La collection initiale est composée de 22 vertèbres caudales et d'autres fragments de membres postérieurs.
Peu de temps après avoir annoncé la découverte, Longman visite la station et récupère plus de matériel, qu'il envoie au Musée de Queensland (en).
Les paléontologues Mary Julia Wade et Alan Bartholomai récupèrent d'autres échantillons en 1975. D'autres encore seront trouvés par Tom Rich, Anne Warren, Zhao Xijin et Ralph Molnar.

## Classification
Sur les conseils du paléontologue Friedrich von Huene, Longman a noté la nature primitive du Rhoetosaurus et ce dernier a conséquemment été longtemps classé dans les cetiosauridae. Cependant, ce groupe est désormais considéré comme un fourre-tout de sauropodes.
Le genre a été rapproché du Shunosaurus, mais sans justification solide. D'après la forme de l'un de ses pieds, il pourrait être classé dans les Neosauropoda, mais cela non plus n'est pas sûr.